# ㅗ
ㅗ(오)는 한글 낱자 중 열아홉 번째 글자다. 현대 한국어에서는 후설 원순 중고모음으로 분류한다. 국제 음성 기호로는 후설 원순 중고모음 [ o ]로 나타낸다. 장모음 발음은 단모음과 달리 후설 원순 중고모음 [ oː ]로 나타낸다. 장모음과 단모음의 발음이 미묘하게 다르다. 《훈민정음 해례본》에서는 ㆍ와 ㅡ를 합해 만들었고, 그 소리를 ‘ㆍ’와 같지만 입을 오므린다고 설명하고 있다.

## 합자
- 중성모음 ㅣ와 합쳐진 ㅚ(ㅗ+ㅣ) [ø]
- 같은 양성모음 ㅏ와 합쳐진 ㅘ(ㅗ+ㅏ) [wɐ]
- ㅏ와 ㅣ가 모두 합쳐진 ㅙ(ㅗ+ㅏ+ㅣ) [wɛ]

## 코드 값
| 종류                  | 글자 | 유니코드 | HTML     |
| --------------------- | ---- | -------- | -------- |
| 한글 호환 자모 영역   | ㅗ   | U+3157   | &#12631; |
| 한글 자모 영역        | ᅟㅗ | U+1169   | &#4457;  |
| 한양 사용자 정의 영역 |   | U+F81B   | &#63505; |
| 반각                  | ￌ    | U+FFCC   | &#65484; |

## 인터넷 은어
ㅗ는 인터넷에서 Fuck, 가운뎃손가락의 의미로 사용되기도 한다. 중지 손가락 욕과 비슷한 모양을 하고 있어서 게임 채팅 혹은 인터넷 커뮤니티 혹은 SNS에서의 ㅗ는 대부분 욕의 의미를 지닌다고 보면 된다.